# زنگی (شبستر)
زنگی یکی از روستاهای استان آذربایجان شرقی است که در دهستان سیس بخش مرکزی شهرستان شبستر واقع شده‌است. با روستای نظرلو، امیر زکریا و ملک زاده همسایه هست. اکثر مردم روستا به دامداری و کشاورزی  مشغول هستند. حفر چاههای بسیار عمیق از تخصص  اهالی این روستا هست